# Сабах аль-Ахмед аль-Джабер ас-Сабах
Сабах аль-Ахмед аль-Джабер ас-Сабах (араб. صباح الأحمد الجابر الصباح; нар. 16 червня 1929 — пом. 29 вересня 2020) — п'ятнадцятий емір Кувейту, п'ятий прем'єр-міністр Кувейту.

## Криза династії
15 січня 2006 емір Кувейту Джабір III помер від інсульту. Новим еміром було проголошено спадкового принца 75-річного Саада. Однак новий голова держави був уже важко хворою людиною та, в зв'язку з нездатністю нового еміра за станом здоров'я виконувати свої обов'язки, кабінет міністрів Кувейту почав процедуру відсторонення нового голови держави від влади. Родина ас-Сабах звернулася до прем'єр-міністра з проханням очолити країну. Сабах аль-Ахмад аль-Джабір ас-Сабах погодився очолити країну. Після перемовин з родичами емір Саад на зустрічі 23 січня з прем'єр-міністром Сабахом оголосив про своє рішення відмовитися від трону за станом здоров'я. Наступного дня парламент країни проголосував за обрання Сабаха новим еміром. За кілька годин до того парламент усунув від керівництва еміратом шейха Саада аль-Абдуллу в зв'язку зі станом його здоров'я.

## На троні
Вступивши на престол, Сабах призначив своїм спадкоємцем зведеного брата, шейха Навафа аль-Ахмеда аль-Джабера ас-Сабаха. Тим самим він перервав традицію почергового спадкування престолу представниками кланів Джабір і Салім, які обидва належать до роду ас-Сабах. Племінника еміра, шейха Насера аль-Мухамада аль-Ахмада ас-Сабаха, призначили прем'єр-міністром. За перший рік свого перебування при владі Сабах провів низку демократичних реформ, зокрема дозволив жінкам займати посади в державному апараті, дав їм право голосу, пом'якшив закон про заборону публічних зібрань і закон про ЗМІ. У той же час він збільшив витрати на утримання королівської сім'ї в 6 разів.
Попри похилий вік, емір провадив активну політику — наприклад, у червні 2014 року він здійснив візит до Тегерана, де уклав низку угод. Крім того, за його правління жорстко карали за образу еміра, причому від покарання іноді не рятувала навіть спорідненість з Сабахом. Наприклад, у травні 2016 року було засуджено до позбавлення волі п'ятьох кувейтців, серед яких були родичі еміра, за те, що вони спільно у WhatsApp безсторонньо відгукнулися про еміра. Річна «стипендія» шейха Сабаха, що складається з його частки доходів від продажу нафти — $ 188 млн, ці виплати були основою статку кувейтського монарха. Однак емір розумів, що нафтові ресурси можуть бути вичерпані, і тому намагався підготувати країну до життя в пост-нафтову епоху, ініціюючи економічні реформи, в основу яких лягло спрощення правил приватизації землі і полегшення умов для залучення іноземних інвестицій.

## Нагороди
- Орден князя Ярослава Мудрого I ст. (15 березня 2018) — за визначний особистий внесок у розвиток українсько-кувейтських міждержавних відносин[5]